# Sopranista
Il termine moderno sopranista, assente nella trattatistica storica preottocentesca, è stato talvolta usato per indicare i cantori evirati soprani. Pertanto, è impreciso denominare gli attuali falsettisti sopranisti perché gli uomini che oggi cantano le parti di soprano non sono cantori eunuchi, o castrati; questi ultimi sono scomparsi nel Novecento con Alessandro Moreschi.
In Cappella Sistina, dove sono stati in servizio appunto fino al Novecento, sia i falsettisti che i cantori castrati erano detti semplicemente soprani.
Nella traduzione de La musique mise a la portée de tout le monde, pubblicata in Italia con il titolo La musica accomodata alla intelligenza di tutti, François-Joseph Fétis chiama sopranisti Giacinto Fontana (soprannominato Farfallino), Antonio Pasi e Pier Francesco Tosi, celebri soprani castrati; inoltre, indica con il termine 'soprano' sia le donne che altri castrati, come Andrea Martini, detto Senesino (1761-1819, diverso dal più noto Senesino Francesco Bernardi vissuto tra il 1686 e il 1758), anch'egli evirato. Fétis usa la parola francese sopraniste per riferirsi a due insegnanti di canto di Benedetta Rosamunda Pisaroni, entrambi castrati (Moschini, al servizio del viceré d'Italia a Milano, e Marchesi; p. 54 di Curiosités historique de la musique, complemento a La musique mise a la portée de tout le monde).
I moderni falsettisti praticano oggi soprattutto il repertorio che va dalla fine del XVI secolo e il XVIII secolo perché fu quello il periodo aureo nel quale prosperarono i più famosi cantanti evirati, come il celebre Farinelli, e i maggiori compositori scrissero un considerevole numero di opere musicali per queste voci, spesso con parti virtuosistiche.
Il famosissimo cantante e didatta Pier Francesco Tosi scrisse nel 1723 il primo trattato sulla tecnica del canto, Opinioni de' cantori antichi e moderni, riferendo molte interessanti notizie su questi straordinari cantori del passato; Tosi non usò mai la parola 'sopranista', né per riferirsi a sé, né agli altri cantanti. Piuttosto, i soprani evirati erano detti anche 'soprani naturali' per distinguere la condizione 'naturalmente' acuta della loro voce. Infatti, già nel 1640 Pietro della Valle scriveva nella nota epistola a Lelio Guidiccioni, Della musica dell'età nostra: «Ma lasciando delle altre voci, per dire un poco de' soprani, che sono il maggiore ornamento della musica, V. S. vuol paragonare i falsetti di quei tempi co' i soprani naturali de' castrati che ora abbiamo in tanta abbondanza».